# Ta'awwudh
Ta'awwudh, samlande namn på frasen Jag söker skydd hos Gud, från Satan, den utstötte (arabiska: A`ūdhu billāhi min ash-shaitāni r-rajīmi), som är en vers som läses av muslimer innan de börjar läsa ur Koranen vid salat (bön). Ta'awwudh följs vanligen av I Guds, den Barmhärtiges, den Nåderikes namn (basmala, islams konsekrationsformel).